# Jerzy Choroba
Jerzy Choroba (ur. 26 listopada 1949 w Siemianowicach Śląskich) – polski hokeista na trawie, olimpijczyk.

## Życiorys
Syn Wilhelma i Małgorzaty z domu Rollnik, uzyskał zawód ślusarza i pracował w Hucie „Jedność” w Siemianowicach. W latach 1966–1983 uprawiał hokej na trawie jako zawodnik HKS Siemianowiczanki; był obrońcą, grał też na pomocy. W latach 1971–1975 rozegrał 34 mecze w reprezentacji narodowej, m.in. w jednym meczu turnieju olimpijskiego w Monachium (1972); Polska pokonała w tym meczu Meksyk 3:0, a ostatecznie w turnieju zajęła 11. miejsce.
Otrzymał odznakę „Mistrz Sportu”. W 1990 roku zamieszkał w RFN.